# Марширтор
Марширтор (нем. Marschiertor — «Маршевые ворота» или «Походные ворота») — южная воротная башня городской стены в городе Ахене (федеральная земля Северный Рейн — Вестфалия). Расположены на пересечении улиц Францштрассе, Вальштрассе, Лагерхаусштрассе, Буртшайдерштрассе и Боксграбен. Марширтор наряду с Понттор — двое сохранившихся ворот Ахенской городской стены.

## История

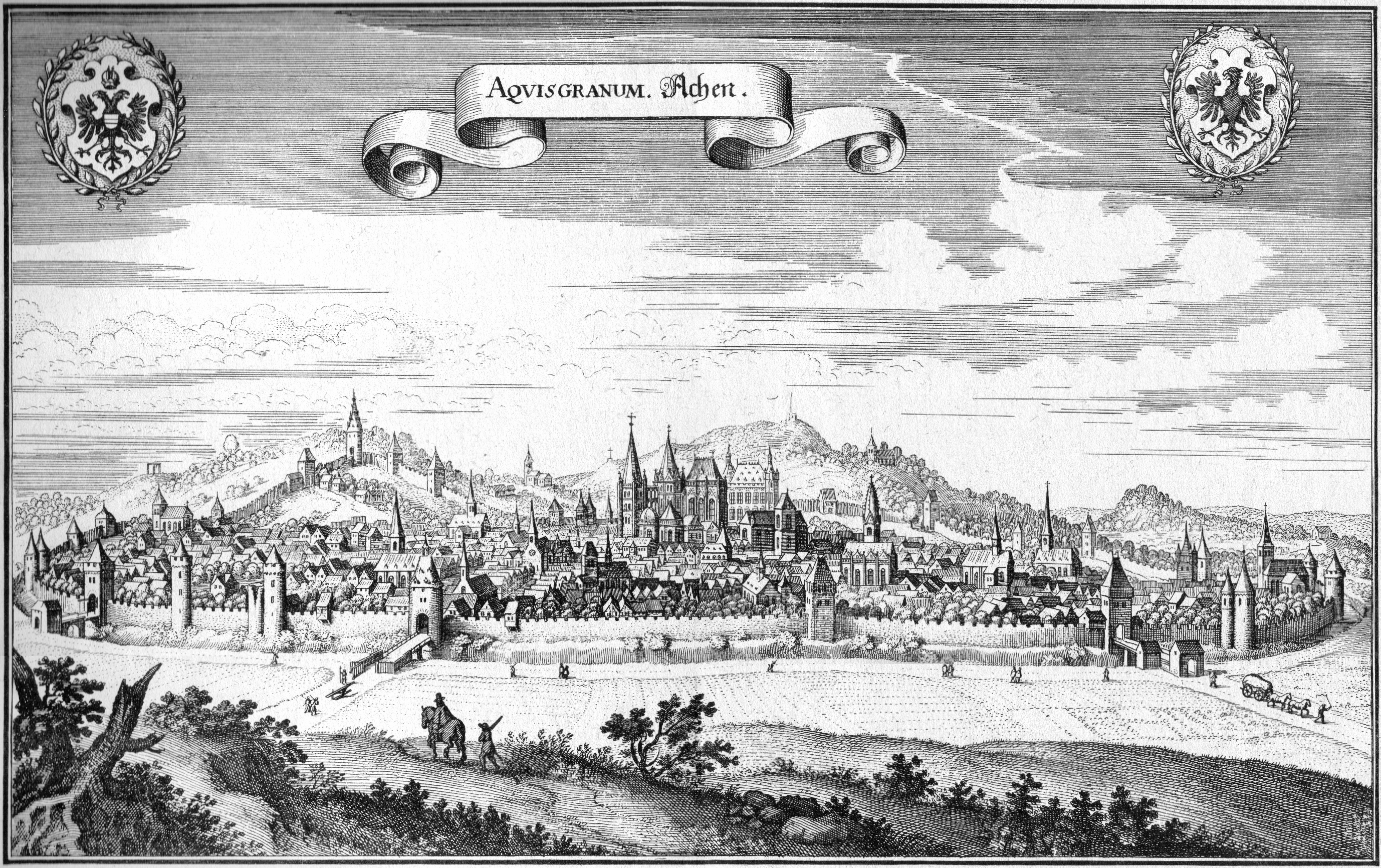
Ахенская городская стена в 1647 году. Марширтор — на переднем плане первая слева от центра. Гравюра работы Маттеуса Мериана старшего

Строительство башни началось в 1257 году и закончилось, вероятно, вскоре после 1300 года. Наряду с башнями Понттор, Кёльнскими воротами и воротами Якоба Marschiertor являлись главными воротами сооруженного в XIV-XV веках второго кольца городских стен тогдашнего свободного имперского города Ахена. Ворота Marschiertor были самой южной точкой так называемой «Южной готической стены».

Именно в Марширтор размещался городской гарнизон, а возле него плац — отсюда и происхождение названия башни. Об этом напоминает бронзовая скульптура солдата, установленная с северной стороны ворот.

За время своего существования башня испытала не одну осаду, занималась для размещения оккупационных войск. Позднее в башне размещалась ночлежка, молодёжная туристская база, общежитие Гитлерюгенда. Во время бомбардировок союзнической авиации в 1943 году ворота Марширтор были серьёзно повреждены зажигательными бомбами.

В 1964 году ворота Марширтор были восстановлены и отданы под штаб-квартиру «Карнавального общества Ахена». Сегодня большой зал оружия может принимать 200 человек. Кроме этого в башне также находятся архивные помещения, бывшая комната комендатуры, винный погреб, рюмочная и палата одежды.

## Архитектура
Марширтор представляет собой две четырёхэтажные круглые башни, объединённые общим пятиэтажным центральным корпусом с арочными воротами. Всё сооружение накрыто высокой шатровой крышей. Общая ширина ворот составляет 23,8 м, проездная ширина ворот — 4,8 м. Высота арки ворот с южной стороны — 13 м, с северной — 8,5 м. Высота ворот вместе со шпилем — 48,9 м.

В каждой из башен винтовые лестницы ведут к расположенному в центральном здании залу оружия. Помещения для караула располагались на первом этаже башен, там же размещались служащие темницами ублиеты. На стене восточной башни выделяется выполненная в виде эркера уборная. Ранее с южной стороны Marschiertor был барбакан (наподобие имеющегося ныне у Ponttor), выступавший в сторону улицы Burtscheiderstraße. Это укрепление было снесено в XVIII веке, чтобы быть заменённым на более современное шанцевое укрепление. Это шанцевое укрепление было уничтожено во время второй мировой войны, но его можно увидеть на картине Дж. Ф. Янсена 1800 года.

## Галерея

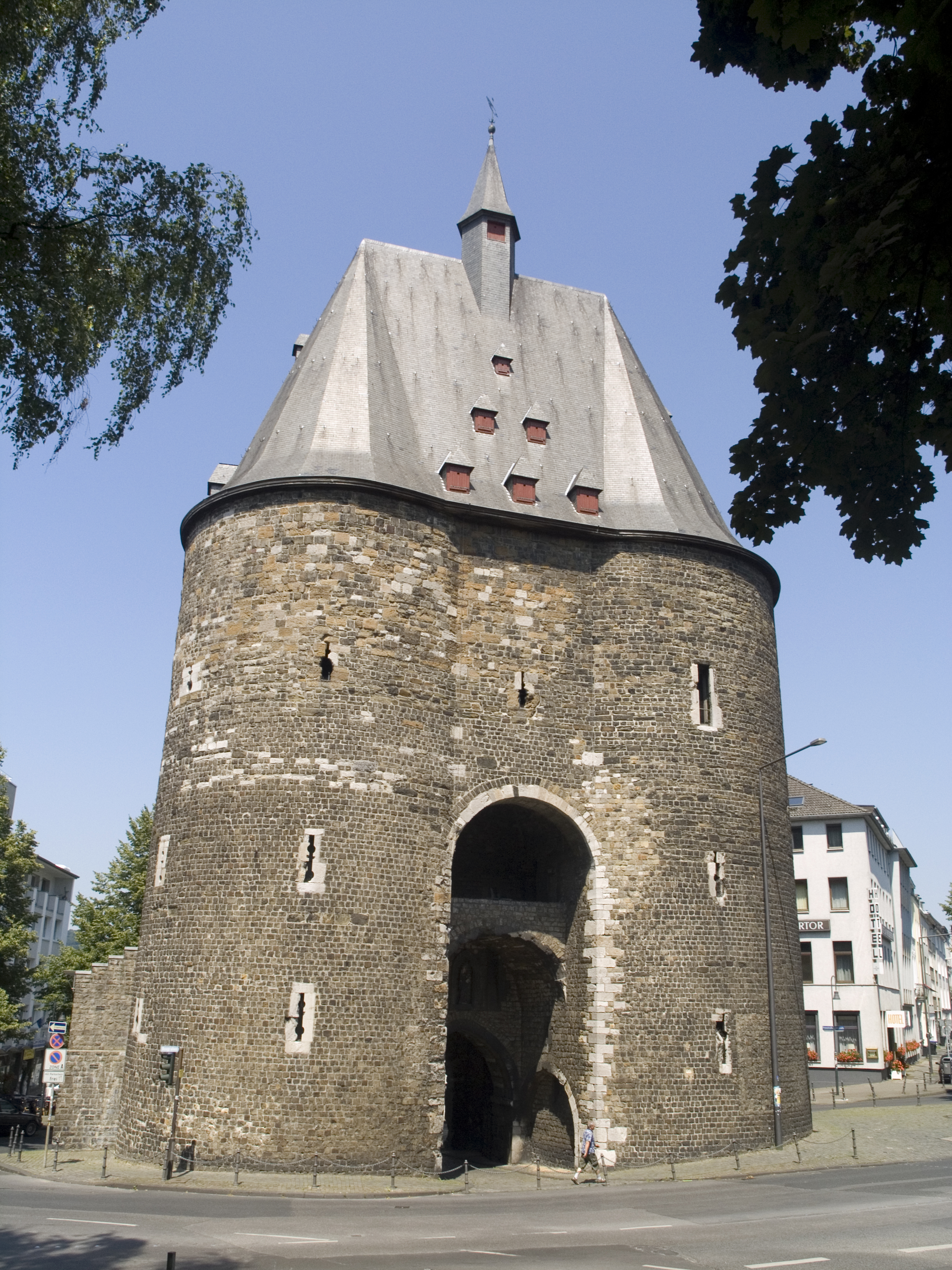
Южный фасад
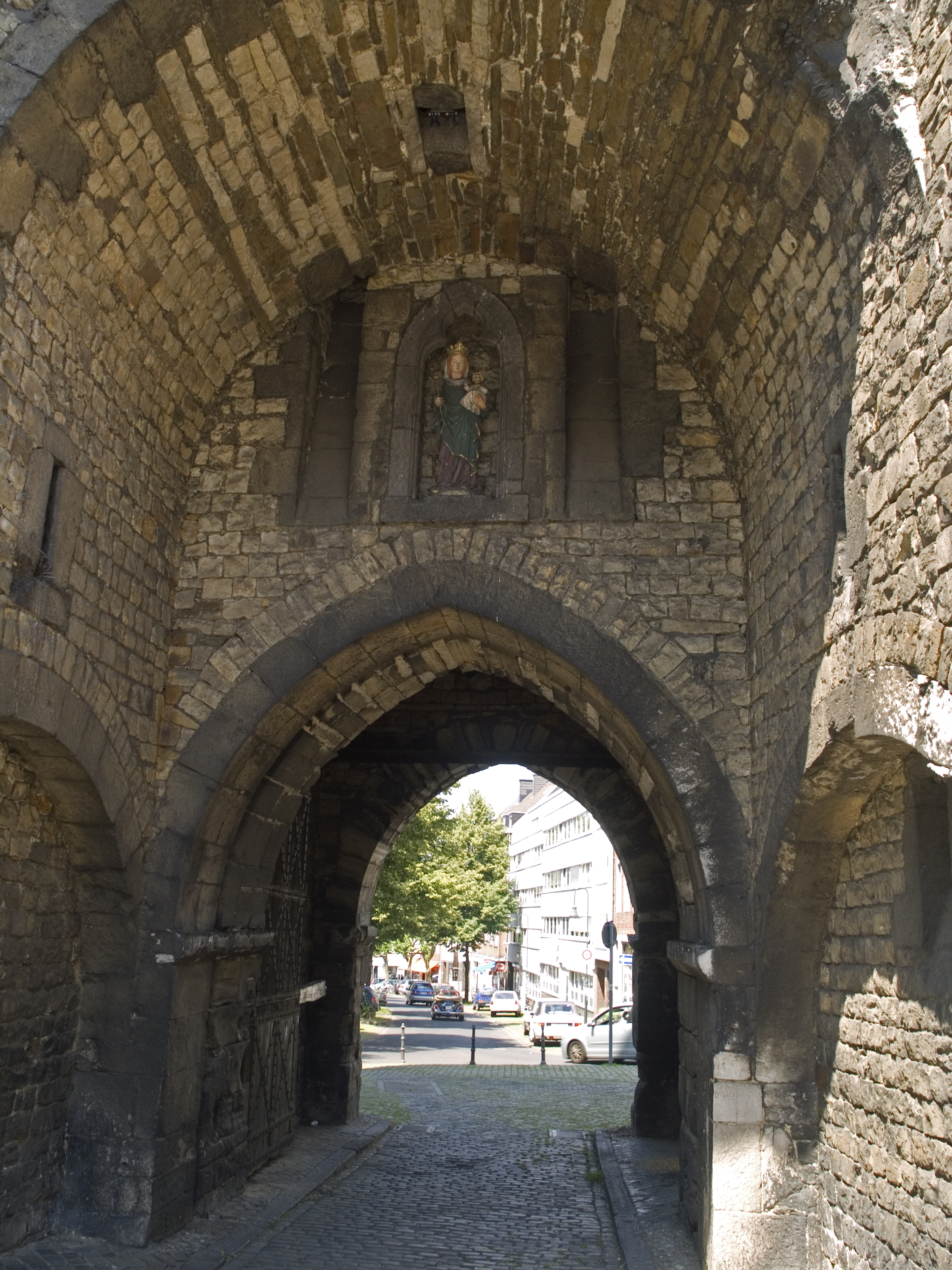
Арочный проезд ворот
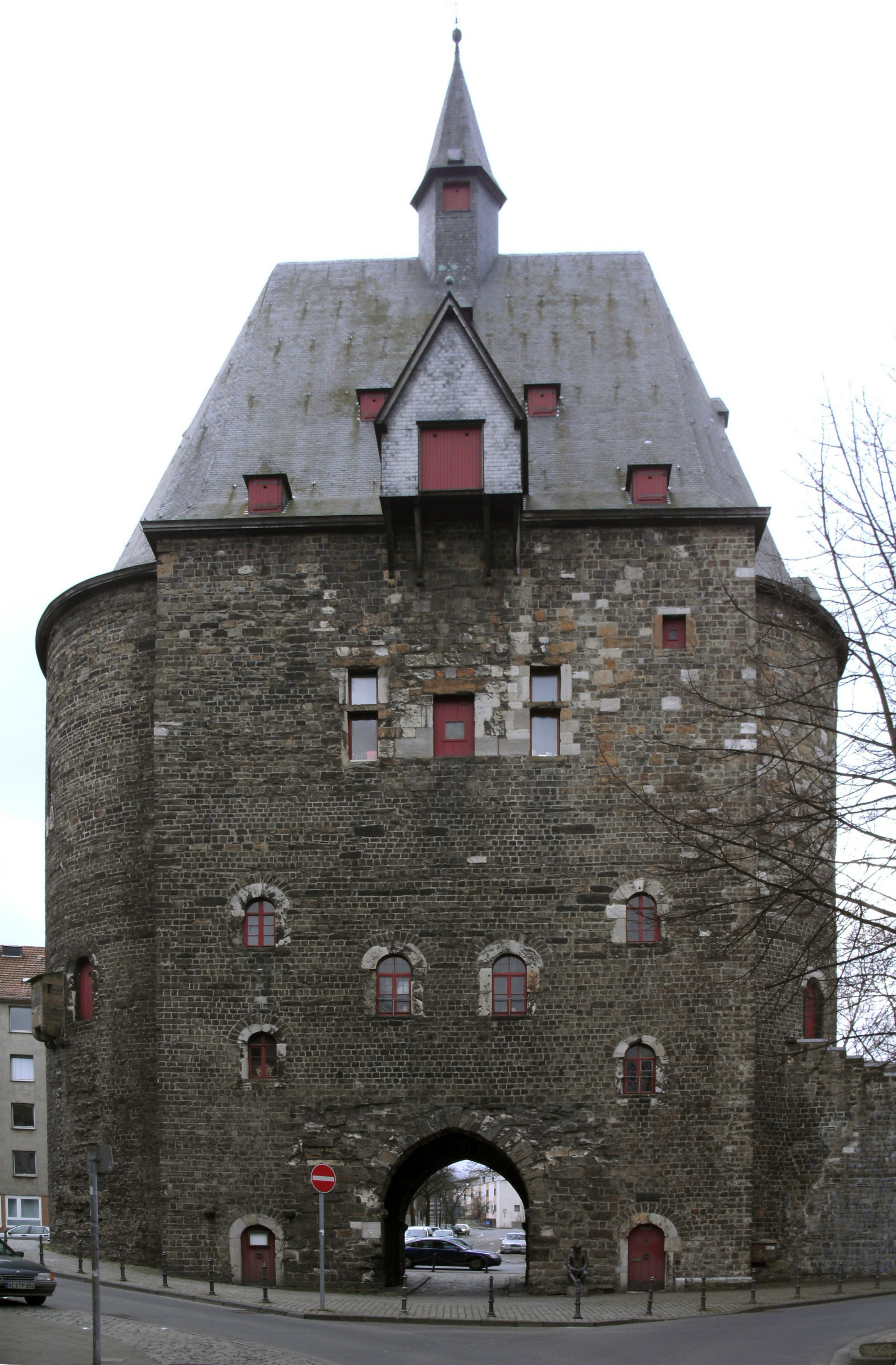
Северный фасад. Слева видна уборная на стене восточной башни
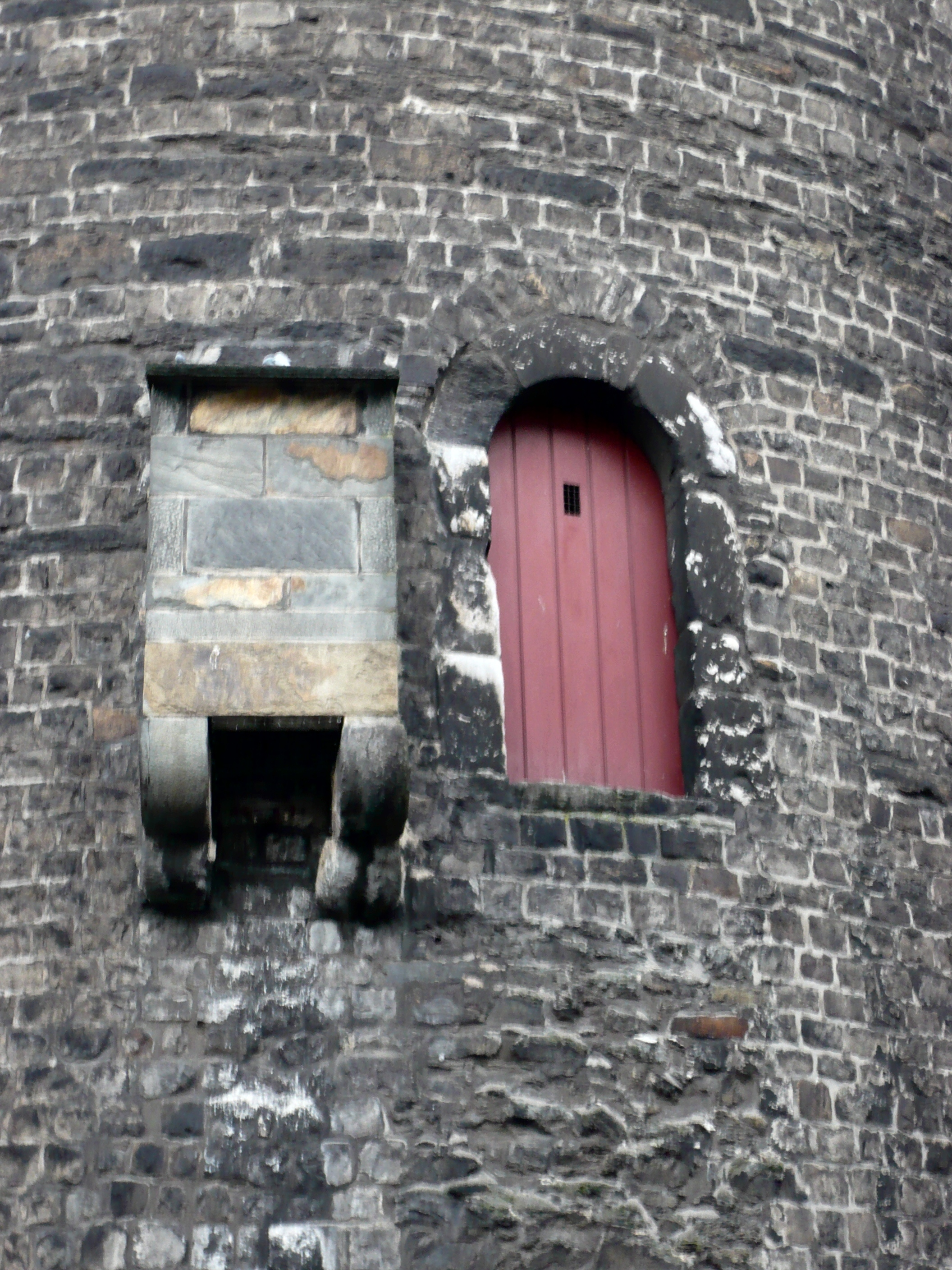
Уборная на стене восточной башни
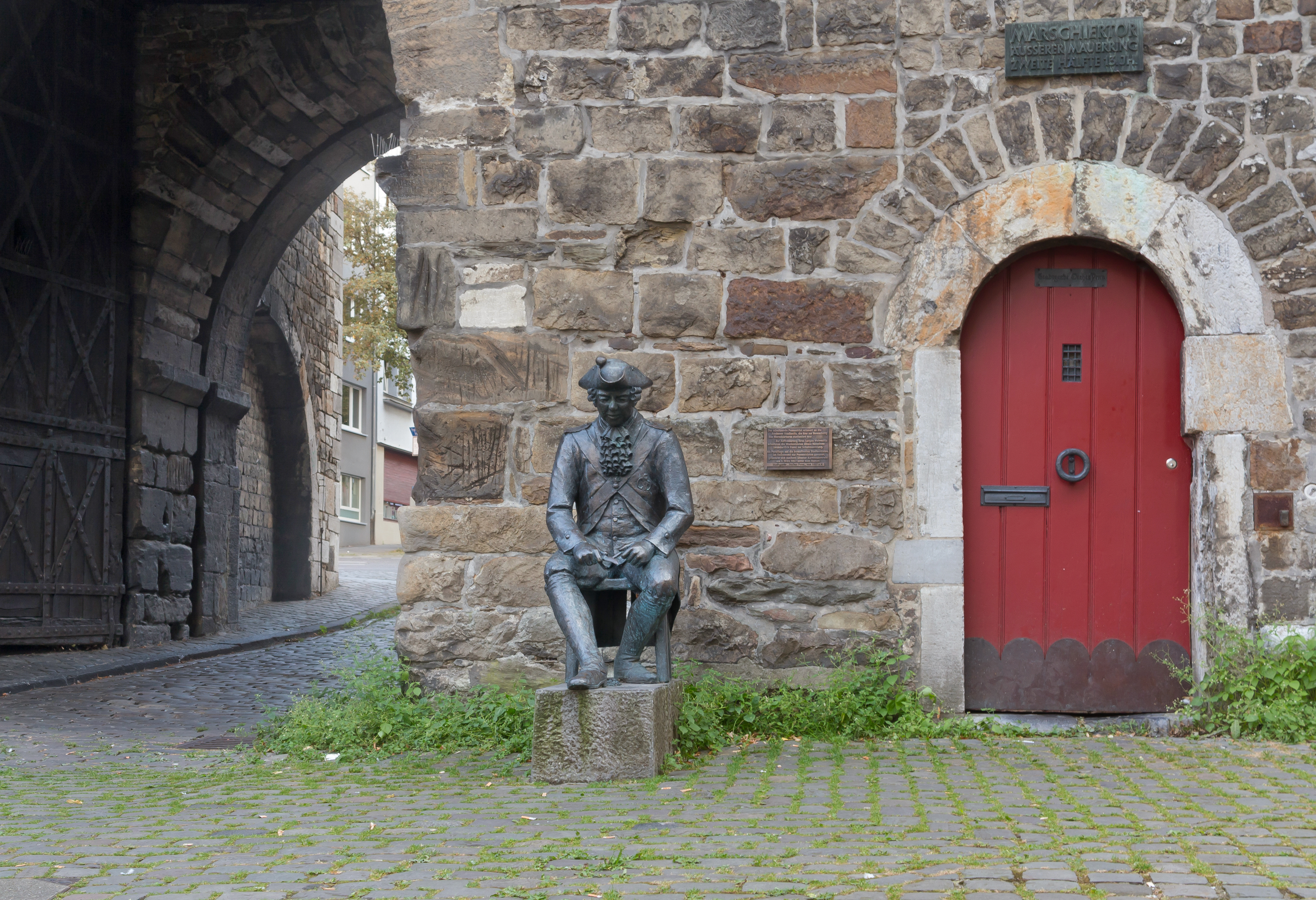
Скульптура солдата с северной стороны ворот
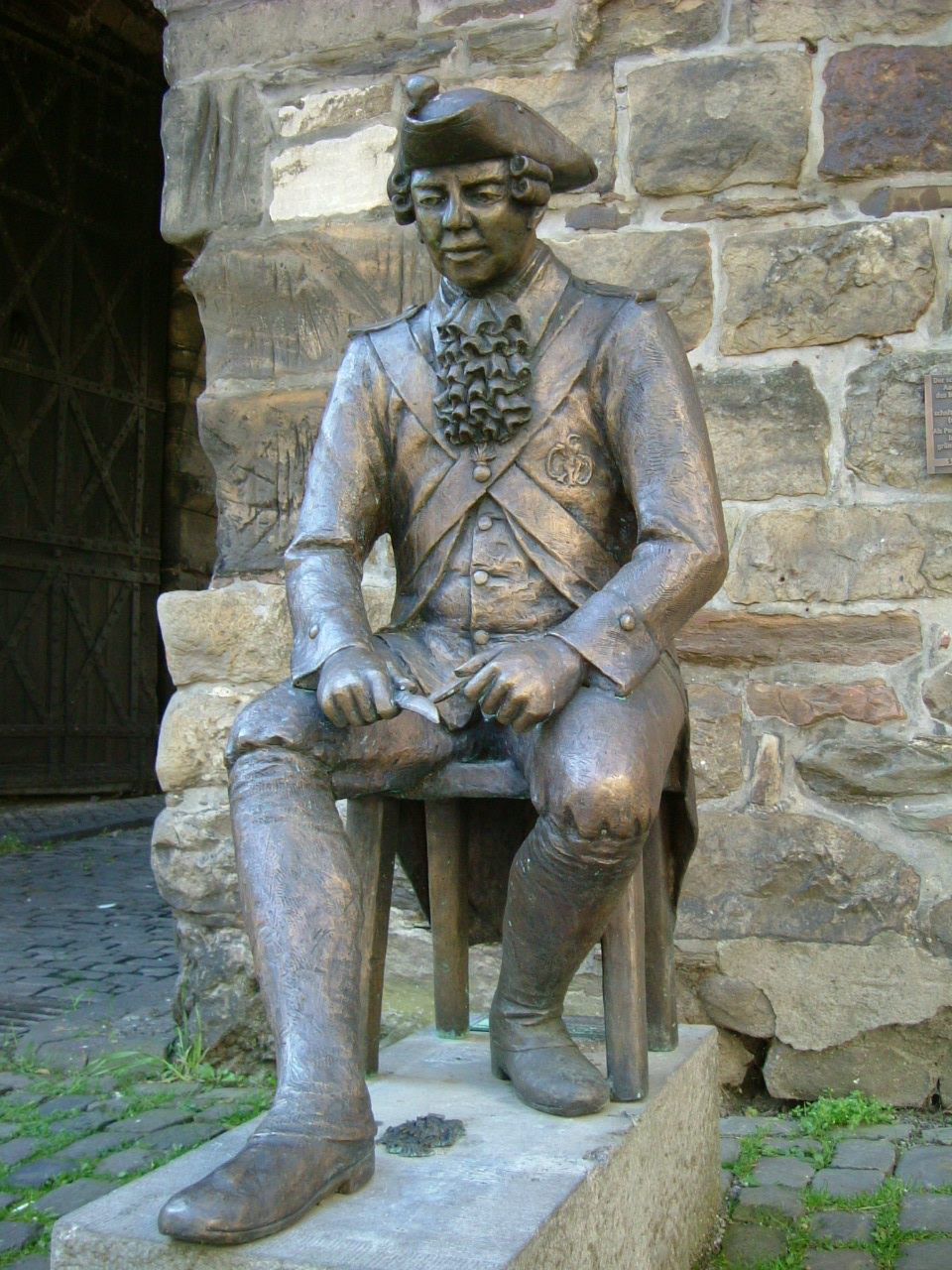
Скульптура солдата крупным планом